# .22 WMR

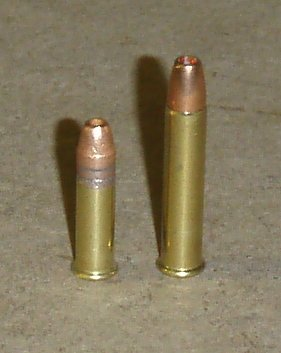
.22 LR vlevo, .22 WMR vpravo

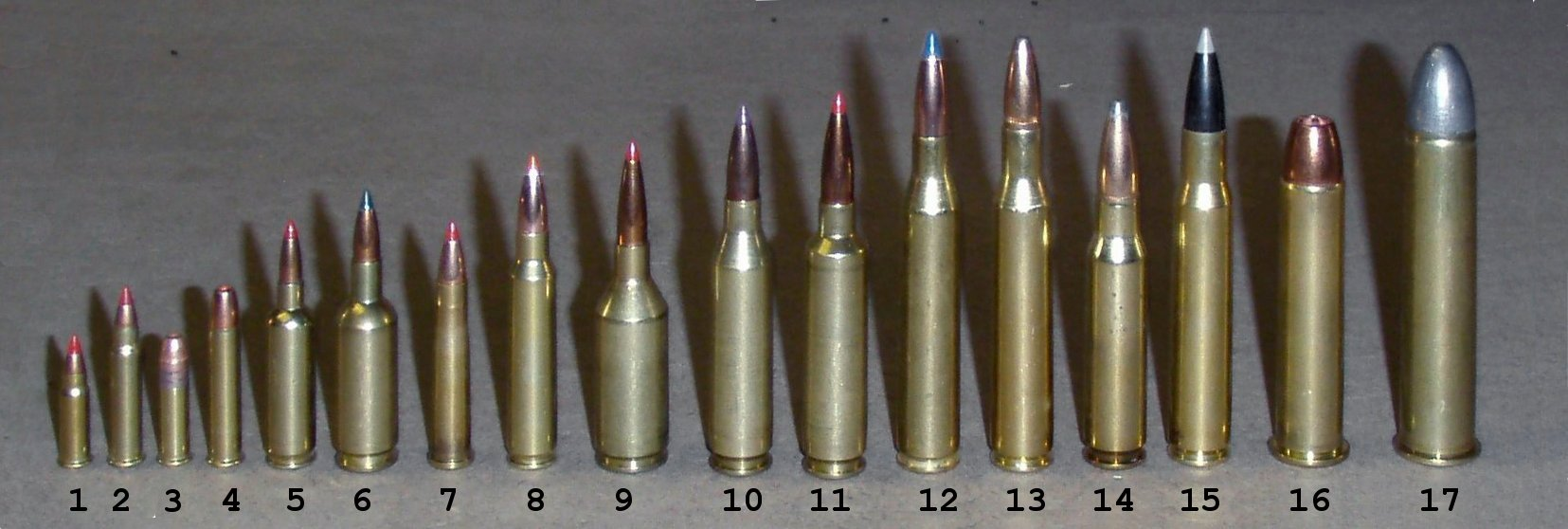
Porovnání s různými puškovými náboji. .22 WMR 4. zleva

Náboj .22 Winchester Magnum Rimfire je ve většině případů označován jako .22 WMR. Hmotnost střely je většinou 40 grainů (2,6 g) a úsťová rychlost přibližně 600 m/s z puškové hlavně nebo 460 m/s z krátké zbraně.

## Historie
.22 WMR byl uveden na trh v padesátých letech firmou Winchester a jedná se o jediný úspěšný náboj s okrajovým zápalem, který byl uveden v 20. stol. Tento náboj používá větší nábojnici než .22 LR a to jak co do délky, tak do průměru. Nábojnice je také mnohem silnější než u výše zmíněného náboje, což umožňuje dosahování vyšších tlaků při výstřelu.

## Použití
Protože tento náboj většinou používá střelu stejné hmotnosti jako náboj .22 LR, tak i použití je většinou stejné. Díky vyšší rychlosti dosahuje větší penetrace na všechny vzdálenosti a větší expanze střely, je-li použito expanzivní střelivo.
Nízká cena, relativně nízký hluk výstřelu a zanedbatelný zpětný ráz dělají tento náboj vhodný pro delší střelby.
Tento náboj se stal základem pro náboj .17 HMR, zatím první náboj s okrajovým zápalem uvedený na trh v 21. století (ten nabízí vyšší rychlosti a plošší trajektorii.
Podle výzkumů pánů Marshalla a Sanowa při použití v sebeobraně stačí k zastavení útočníka pouze jeden výstřel v 42% případů. Toto nízké číslo je způsobeno zejména nízkým průměrem střely.

## Synonyma názvu
- .22 Winchester Magnum
- .22 WMR
- .22 Magnum
- .22 Winchester Magnum Rimfire